# Graminicola
Graminicola és un gènere d'ocells de la família dels pel·lorneids (Pellorneidae).

## Taxonomia
Segons la classificació del Congrés Ornitològic Internacional (versió 15.1, 2025) aquest gènere està format per dues espècies:
- Graminícola de Bengala (Graminicola bengalensis Jerdon, 1863)
- Graminícola de la Xina (Graminicola striatus Styan, 1892)